# Anderson Dome
Der Anderson Dome ist ein markanter, 1475 m hoher, kuppelförmiger und von Eis überdeckter Berg nahe der Küste des westantarktischen Ellsworthlands. Er ragt an der Ostflanke des Gopher-Gletschers in einer Entfernung von 6 km östlich des ähnlich erscheinenden Bonnabeau Dome in den Jones Mountains auf.
Teilnehmer einer Expedition der University of Minnesota zu den Jones Mountains (1960–1961) kartierten ihn und benannten den Berg nach Joe M. Anderson, Topographieingenieur des United States Geological Survey und Teilnehmer der Forschungsreise.